# Regina (djur)
Regina är ett släkte av ormar. Regina ingår i familjen snokar.
Arterna är med en längd upp till 150 cm små till medelstora ormar. De förekommer i Nordamerika. Individerna vistas intill vattenansamlingar. De äter kräftdjur och vattenlevande insektslarver. Honor lägger inga ägg utan föder levande ungar. Beroende på art förekommer fjäll med eller utan köl. Hos Regina grahami sker parningen i maj och ungarna föds i augusti eller september. Hannar kan para sig efter två år för första gången och honor efter tre år.
Arter enligt Catalogue of Life:
- Regina alleni, flyttad till släktet Liodytes.[4]
- Regina grahami
- Regina rigida, flyttad till släktet Liodytes.[4]
- Regina septemvittata

IUCN listar de kvarvarande arterna som livskraftiga (LC).